# Hundtjärnen (Borgsjö socken, Medelpad, 691274-149952)
Hundtjärnen är en sjö i Ånge kommun i Medelpad och ingår i Ljungans huvudavrinningsområde. Sjön har en area på 0,0696 kvadratkilometer och ligger 441 meter över havet.

## Delavrinningsområde
Hundtjärnen ingår i det delavrinningsområde (691249-149761) som SMHI kallar för Mynnar i Mellansjön. Medelhöjden är 418 meter över havet och ytan är 15,27 kvadratkilometer. Det finns inga avrinningsområden uppströms utan avrinningsområdet är högsta punkten. Vandelnån som avvattnar avrinningsområdet har biflödesordning 3, vilket innebär att vattnet flödar genom totalt 3 vattendrag innan det når havet efter 161 kilometer. Avrinningsområdet består mestadels av skog (73 procent). Avrinningsområdet har 1,1 kvadratkilometer vattenytor vilket ger det en sjöprocent på 7,2 procent.